# Грэй, Дэвид (музыкант)
Дэвид Грэй (англ. David Gray; род. 13 июня 1968) — британский певец и композитор. Он выпустил свой первый студийный альбом в 1993 году . Получил мировую известность после выпуска альбома White Ladder шесть лет спустя. Это был первый из трёх британских чартов за последние шесть лет для Грэя.

## Начало карьеры
Грэй родился 13 июня 1968 года в Сейле, а вырос в Олтрингеме,Чешир, перед тем, как переехать с семьей в Уэльс, где он рос в небольшом прибрежном городе Солва в Пембрукшире и продолжал учиться в Колледже искусств Кармартеншира. Позже он отправился на северо-запад Англии, чтобы учиться в Ливерпульском университете.
Первые два альбома Дэвида A Century Ends и Flesh были выпущены в 1993 и 1994 и сделали Грэя популярным в кругах фолк-рока, но с точки зрения коммерческих продаж оба потерпели неудачу.
В 1996 году Дэвид выпустил свой третий альбом, Sell, Sell, Sell. С его первыми двумя альбомами, полностью составленными из акустической народной музыки, это был его первый зрелый проект, в котором он впервые использовал альтернативный рок и электронику, что гарантировало успех в продаже. Несмотря на признание критиков, альбом не вошёл в чарты, правда песню Late Night Radio транслировалась на некоторых альтернативных британских радиостанциях.

## Белая лестница (1998—2000)
Повторный выпуск четвёртого альбома Грэя Белая лестница в 2000 году на ATO Records принёс ему коммерческий успех и признание критиков. Альбом включал в себя самые знаменитые песни, такие как : ″This Year’s Love", «Babylon», «Please Forgive Me» и «Sail Away».Белая Лестница была первоначально выпущена на собственном лейбле Грэя, IHT Records, в ноябре 1998. После его перевыпуска, объединенного с выпуском и успехом сингла «Babylon», 100 000 копий было распродано в одной только Ирландии, что сделало этот альбом номером один в течение шести недель. Даже сейчас он остаётся самым продаваемым из альбомов в Ирландии. Также Белая лестница был номером один в UK Albums Chart.
В ноябре 2002 года, Дэвид выпустил следующий альбом под названием A New Day at Midnight. Новый выпуск альбома не получил такого же признания критиков, как его предшественник, но все ещё шёл к своей цели занять первое место, борясь с дебютным альбомом поп-идола Гарета Гейтса, занявшего второе место; альбом продолжал достигать платинового статуса в течение года, в конечном счёте альбом стал вторым по величине альбомом по продажам в 2002 году позади дебютного альбома победителя и поп-идола Уилла Янга.

## Сегодняшние дни
После трёхлетнего перерыва, Грэй вернулся со своим седьмым альбомом, Life in Slow Motion в сентябре 2005 года. Данный альбом также был хорошо продаваем в первую же неделю релиза. После раскритикованного A New Day at Midnight, Life in Slow Motion был охарактеризован критиками, как полноценное возвращение. Ведущий сингл «The One I Love» вошёл в Top 10 в Великобритании в октябре 2005 года и оставался три месяца в британском чарте. Однако, в 2006 году Грэй снова устроил перерыв.
В марте 2007 года Дэвид выпустил альбом под названием Shine: The Best of the Early Years.
7 июля 2007 года Грэй выступил совместно с Дэмьеном Райсом на UK leg of Live Earth at Wembley Stadium в Лондоне. Через какое-то время Грэй выпустил диск с живыми выступлениями: A Thousand Miles Behind, правда, купить их можно было только на его официальном сайте.
В интервью прессе 3 декабря 2009 года, Грэй рассказал Джеки Хайден, что работает над своим следующим альбомом, Foundling. Дэвид также поведал, что один из синглов будет называться «The Old Chair».
Первоначально,Foundling должен был быть выпущен 14 сентября 2010 в Соединённых Штатах. В интервью с Miami Herald Грэй повторил, что альбом будет выпущен в сентябре 2010 года. Однако, альбом был выпущен в Великобритании 16 августа 2010,а в США 17 августа. Foundling — двойной альбом: первый компакт-диск состоит из одиннадцати новых песен, а второй компакт-диск премии состоит из восьми ранее невыпущенных песен. Девятая, ранее невыпущенная песня включена в версию для iTunes.

## Дискография
- A Century Ends (Апрель 1993)
- Flesh (Сентябрь 1994)
- Sell, Sell, Sell (Август 1996)
- White Ladder (Ноябрь 1998)
- Lost Songs 95-98 (Февраль 2001)
- A New Day at Midnight (Октябрь 2002)
- Life in Slow Motion (Сентябрь 2005)
- Draw the Line (Сентябрь 2009)
- Foundling (Август 2010)

## Личная жизнь
Дэвид женат на Оливии, с которой познакомился в Лос-Анджелесе в 1993 году. У них две дочери. Дэвид Грэй — атеист.